# Красноборский (Ленинградская область)
Красноборский — посёлок в Ефимовском городском поселении Бокситогорского района Ленинградской области.

## История
На карте Ленинградской области Северо-западного аэрогеодезического треста ГГУ издания 1932 года посёлок отсутствует.
По данным 1966, 1973 и 1990 годов посёлок Красноборский входил в состав Сидоровского сельсовета. В 12 км от посёлка находился Красноборский лесопункт узкоколейной железной дороги Ефимовского лестрансхоза.
В 1997 году в посёлке Красноборский Сидоровской волости проживали 113 человек, в 2002 году — 38 человек (русские — 66 %, вепсы — 26 %).
В 2007 году в посёлке Красноборский Радогощинского СП было зарегистрировано 38 человек, в 2010 году — 16 человек, в 2015 году — 15 человек.
В мае 2019 года Радогощинское сельское поселение вошло в состав Ефимовского городского поселения.

## География
Посёлок расположен в северо-восточной части района на автодороге Сидорово — Красноборский.
Расстояние до деревни Радогощь — 40 км.
Посёлок находится на восточном берегу озера Святозеро.

## Демография
| 1997 | 2007 | 2010 | 2017 |
| ---- | ---- | ---- | ---- |
| 113  | ↘38  | ↘16  | ↘14  |

### Национальный состав
Согласно данным Всероссийской переписи населения 2021 года в посёлке проживали 11 человек, из них:
 русские — 8, вепсы — 2, белорусы — 1 человек.

## Инфраструктура
На 1 января 2015 года в деревне было зарегистрировано: домохозяйств — 5, проживающих постоянно — 7 человек.
На 1 января 2016 года в деревне было зарегистрировано: домохозяйств — 4, проживающих постоянно — 5 человек.
На 1 января 2017 года в деревне было зарегистрировано: домохозяйств — 5, проживающих постоянно — 8 человек.